# Zmianowanie roślin
Zmianowanie roślin – następstwo uprawianych roślin na danym polu uwarunkowane czynnikami przyrodniczymi (wymagania glebowe i pokarmowe, długość okresu wegetacyjnego) i agrotechnicznymi (nawożenie naturalne, organiczne i mineralne oraz wapnowanie i uprawa roli). 
Zmianowanie jako podstawa płodozmianu ma na celu stworzenie jak najlepszych warunków do plonowania roślin. Składa się ono z członów zmianowania, które rozpoczynają się od rośliny poprawiającej wartość stanowiska (dobre przedplony), a kończą rośliną pogarszającą, która poprzedza następny dobry przedplon. 
Ustalając zmianowanie należy uwzględnić następujące zasady:
- po roślinach, które pobierają dużo składników pokarmowych należy uprawiać rośliny o mniejszych wymaganiach,
- po roślinach o głębokim systemie korzeniowym (burak, lucerna, koniczyna, rzepak, strączkowe) należy uprawiać rośliny płytko korzeniące się,
- po roślinach zostawiających dużo resztek pożniwnych (motylkowe wieloletnie) – te, które ich nie pozostawiają (okopowe, len),
- po roślinach strukturotwórczych (motylkowe) należy uprawiać rośliny niszczące strukturę gleby, np. zbożowe.

## Przykłady zmianowań
- jednoczłonowych: ziemniak-żyto, ziemniak-owies-żyto
- dwuczłonowych: ziemniak-owies-łubin żółty-żyto
- trójczłonowych: burak cukrowy-pszenica jara-bobik-pszenica ozima-rzepak ozimy-pszenica ozima